# ماسیمو گرازیاتو
ماسیمو گرازیاتو (ایتالیایی: Massimo Graziato؛ زادهٔ ۲۵ سپتامبر ۱۹۸۸) دوچرخه‌سوار اهل ایتالیا است.